# Dercil·lides (ambaixador)
Dercil·lides (en llatí Dercyllidas, en grec antic Δερκυλλίδας "Derkyllídas") fou un noble espartà que va ser enviat com a ambaixador a Pirros de l'Epir quan aquest va envair Esparta el 272 aC amb el propòsit de col·locar al tron a Cleònim.
Plutarc recull un apotegma que va dir sobre Pirros: "Si és un deu, no li tenim por perquè no són culpables de res; si és un home nosaltres som tan bons com ell".